# Restriction calorique
Wikipédia ne donne pas d'avis médical : seul un professionnel (médecin, pharmacien, etc.) est habilité à le faire.
 (janvier 2009).
Si vous disposez d'ouvrages ou d'articles de référence ou si vous connaissez des sites web de qualité traitant du thème abordé ici, merci de compléter l'article en donnant les références utiles à sa vérifiabilité et en les liant à la section « Notes et références ».

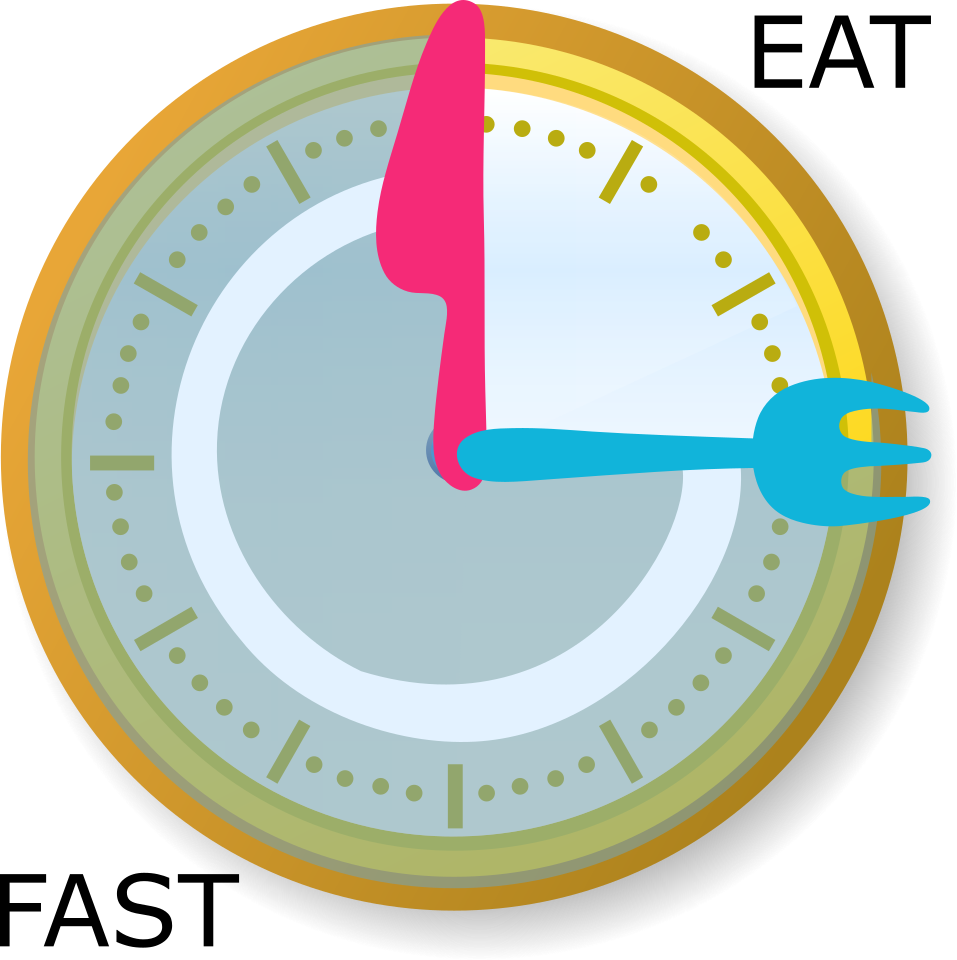

La restriction calorique ou régime hypocalorique est un type de régime amaigrissant consistant à réduire les apports caloriques habituellement ingérés, tout en se nourrissant de manière suffisante au niveau qualitatif, de sorte qu'il se passe une sous-nutrition sans atteindre le stade de la malnutrition.

## Description

### Les différents régimes hypocaloriques
L'un des plus connus est notamment celui mis en place par le très médiatisé médecin nutritionniste, Jean-Michel Cohen. Le fondement de son régime hypocalorique est une alimentation variée et équilibrée.
Malgré un mode de fonctionnement quelque peu différent, le régime Weight Watchers, le fasting ou encore le régime Comme j'aime suivent les principes du régime hypocalorique.
Le régime soupe au chou dont le principe de base est celui de la consommation de soupe hypocalorique, associée à deux ou trois autres aliments sur une durée d'une semaine, est beaucoup plus restrictif. De même, le régime Mayo présente une ration quotidienne de 1000 calories tout au plus, durant deux semaines.
Il faut néanmoins distinguer le régime hypocalorique du régime hyperprotéiné, qui, comme son nom l'indique met l'accent sur la consommation de protéines, à l'image du régime Dukan.

### Mise en place et pratique
À l'heure actuelle, le régime hypocalorique est le régime le plus suivi et le préféré des internautes[réf. nécessaire]. Les jeunes mamans le choisissent aussi, bien souvent, pour se débarrasser de leurs kilos superflus après la grossesse.
Pour suivre un régime hypocalorique, il faut réduire l'apport de calories de façon à en consommer moins que l'on en dépense. Il n'exclut aucune catégorie nutritionnelle : tout aliment est autorisé à condition qu'il soit consommé en quantité moindre. La restriction calorique ne doit pas, en revanche, être à l'origine de carences alimentaires. Le but est donc de manger moins, mais en optimisant son alimentation afin de miser sur la qualité de cette dernière et d'éviter la malnutrition. Pour déterminer le nombre de calories quotidiennes, il faut avant tout se fixer une perte de poids précise. On ne choisit pas, en effet, le même nombre de calories si l'on veut perdre cinq ou vingt kilos. De même, la durée du régime dépend du nombre de kilos à perdre.
Le régime hypocalorique, en outre, s'associe à des réflexes simples : exclure le grignotage, éviter les boissons à forte teneur en sucres, prêter attention aux assaisonnements et aux sauces qui doivent contenir moins de matières grasses et pratiquer une activité physique régulière ; la marche à pied constitue déjà à elle seule une activité physique. Dans le cadre d'une perte de plus de cinq kilos, mieux vaut se tourner vers un diététicien ou un praticien car outre les conseils nutritionnels, il apportera un soutien psychologique et veillera à la bonne santé du patient.
Le régime hypocalorique est reconnu comme étant efficace, mais il nécessite beaucoup de discipline donc beaucoup de rigueur dans sa pratique.

### Stabilisation
Une fois la perte de poids souhaitée obtenue, pour reprendre une alimentation normale, il faut procéder de façon très progressive dans l'augmentation du quota calorique afin de ne pas reprendre de poids. Pour ce faire, il faut conserver les bonnes habitudes alimentaires et augmenter l'activité physique. Un patient qui ne suivrait pas ces conseils s'expose à de très importants risques de reprise de poids.

### Avantages et inconvénients
Le principal avantage du régime hypocalorique trouve sa source dans son caractère non restrictif des aliments. Plaisir alimentaire et perte de poids ne sont donc pas incompatibles.
Il peut, de plus, être choisi par tout type de patients. Il convient, en effet, aussi bien aux personnes obèses qu'aux personnes ne présentant que quelques kilos en trop. Il est néanmoins déconseillé aux enfants, adolescents ou personnes âgées à cause de certains effets secondaires potentiels.
Enfin, contrairement à d'autres régimes, aucun changement dans l'alimentation n'intervient : il suffit de réduire la quantité calorique quotidienne.
Si le régime hypocalorique est efficace, le suivre entraîne néanmoins certaines contraintes. Il nécessite notamment de procéder à des calculs quotidiens pour ne pas dépasser la quantité calorique autorisée. Dès lors, on observe parfois chez les patients des frustrations car il n'est pas toujours aisé de se contrôler.
Par ailleurs, en cas de non suivi exemplaire du régime hypocalorique, le patient peut s'exposer à de sérieux déséquilibres alimentaires.
La stabilisation, en outre, est obligatoire dans le but d'écarter tout effet « yoyo ».
Pour finir, le régime hypocalorique peut causer certains effets secondaires dont les plus courants sont les calculs biliaires, présents le plus souvent chez les femmes obèses et davantage fréquents dans le cadre d'une perte de poids rapide.
Il est ainsi conseillé aux patients qui suivent le régime hypocalorique à long terme, d'adopter l'utilisation de compléments alimentaires aux composants naturels afin de favoriser le transit intestinal.

## Effets sur la santé et la longévité
Lorsqu'elle ne cause pas de malnutrition, la restriction calorique est bénéfique pour la santé humaine, en réduisant les conséquences du vieillissement et de certaines maladies (obésité abdominale, résistance à l'insuline, détérioration musculaire, dyslipidémie, cancer, etc.). La restriction calorique améliore aussi l'espérance de vie et de l'espérance de vie en bonne santé de nombreux organismes (souris, primates, levures, nématodes, mouches, etc.).

## Histoire
L'un des premiers à évoquer un possible lien entre une alimentation moins calorique et une durée de vie plus longue est Luigi Cornaro, aristocrate italien de la Renaissance.
Au XXe siècle, plusieurs études scientifiques sont menées sur le sujet, et constatent un allongement significatif de la durée de vie (40% à 65%) et une diminution des pathologies liées au vieillissement chez les rats (Clive McCay, 1935) et les souris (Richard Weindruch, 1986 ; Roy Walford),.
D'autres études sont menées sur des singes et des organismes à vie courte (ver Caenorhabditis elegans, mouche Drosophila melanogaster, souris, rats de laboratoire), qui ont donné des résultats similaires. Chez les singes, malgré de premiers résultats apparemment contradictoires en 2009 et 2012,, il est finalement excepté qu'une restriction calorique bien dosée apporte à la fois une meilleure santé tout au long de la vie et un allongement de la durée de vie, sous réserve que cette restriction n'intervienne pas trop tôt, les animaux les plus jeunes soumis à ces restrictions ayant montré une mortalité plus élevée.
Toutefois, ces conclusions ne sont pas directement transposables aux humains, et des simulations ont estimé une augmentation maximale de l'espérance de vie de 7 % chez l'être humain, mais qui ne dépassera pas 2 % en moyenne.
Chez les humains, des études spécifiques sont menées sur le mode de vie et l'alimentation des populations vivant en « zone bleue » (zones où la longévité est remarquable, telles que l'île Okinawa), mais aucune preuve scientifique n'a pu être établie entre un régime peu calorique et la longévité des populations,.

### Études récentes
Une étude scientifique à long terme portant sur des humains a débuté et les résultats au bout de 2 ans sont très encourageants. Les marqueurs des sujets soumis à restriction calorique sont nettement meilleurs que ceux du groupe témoin
En 2018 une nouvelle étude a apporté des preuves plus solides que les précédentes montrant que réduire la charge calorique ingérée peut ralentir le métabolisme humain, suscitant l'espoir qu'un mode de vie à faible teneur en calories - ou des traitements imitent les effets biologiques d'une alimentation restreinte en calorie - pourrait prolonger la santé lors de la vieillesse et même prolonger la vie. Cette fois les auteurs ont utilisé un essai multicentrique contrôlé et randomisé dit 'CALERIE' (évaluation complète des effets à long terme de la réduction de l'apport énergétique), parrainé par les NIH des États-Unis. L'essai a testé les effets de 2 ans de restriction calorique sur le métabolisme chez plus de 200 adultes sains et non obèses. Les auteurs ont pu utiliser des chambres métaboliques scellées (les plus modernes au monde) permettant de mesurer finement le métabolisme des participants à l'étude. La mesure fine du CO2 expirée, combinée à celle de l'azote de l'urine permet de savoir si ce sont des graisses, des glucides ou des protéines qui sont brûlées, y compris durant le sommeil. La sensibilité à l'insuline et la fonction des mitochondries sont mieux comprises. Après 2 ans l'étude CALERIE avait déjà montré qu'un régime hypocalorique chez l'homme induit certaines des adaptations métaboliques, hormonales et d'expression génique observées chez l'animal et impliquées dans le ralentissement du vieillissement. Redman voudrait monter une étude associant un régime un peu moins restrictif et un apport augmenté en aliments antioxydants ou un médicament de type resvératrol (qui mime certains des effets d'une restriction calorique). Un autre voie en cours de test est de limiter l'apport calorique mais quelques jours par mois seulement (rythme qui chez la souris s'est montré aussi efficace que la restriction calorique continue contre le diabète et la neurodégénérescence).

### Commentaires, analyses critiques
Guylaine Ferland[réf. souhaitée], professeur de nutrition à l'Université de Montréal estime que ces expériences sur les animaux, si elles ne permettent pas d'établir un lien direct avec la longévité, mettent en évidence le caractère essentiel de la nutrition dans le processus du vieillissement. Elles prouvent également que le surpoids est à l'origine d'un bon nombre de problèmes de santé qui nuisent à la longévité. Mais, selon elle, la restriction calorique ne doit pas être adoptée dans le but de vivre plus longtemps, le risque étant les carences alimentaires.
Il semble donc qu'il faille choisir le juste milieu. C'est de ce principe qu'est partie la vaste étude québécoise, NUAGE (Nutrition & Age). Elle indique qu'il est possible de ralentir le vieillissement grâce au soin apporté dans l'alimentation, sans pour autant s'imposer une restriction calorique draconienne. L'étude démontre que consommer une grande quantité de sucres et de lipides produit davantage de stress oxydatif, responsable dans certains cas, de l'altérité des cellules au cours du métabolisme humain. Or, certains aliments riches en antioxydants tels que le bleuet, le chou, les haricots rouges, le vin rouge, le curcuma, le poivre ou encore le cacao se sont révélés efficaces pour faire barrage à ce stress oxydatif[réf. nécessaire].
Une autre piste serait de retarder le vieillissement par une molécule ou toute autre forme d'intervention médicale. À ce propos, le Dr Richard A. Miller, pathologiste à l'Université du Michigan, pense qu'il sera à terme possible de créer un médicament capable de reproduire les effets de la restriction calorique afin d'allonger l'espérance de vie humaine jusqu'à 112 ans, tandis que certains individus pourraient même atteindre les 140 ans.

## Allégations en matière de santé

### Cancer et autres maladies
L'étude de Richard Weindruch déjà citée a également démontré que les primates, non seulement perdaient du poids, mais étaient aussi en meilleure forme physique et souffraient deux fois moins de cancers liés à l'âge et de maladies cardiovasculaires. De même, seuls 13 % des primates dont le régime était allégé en calories ont développé du diabète, alors que les autres étaient 29 % à présenter des signes avant coureur de la maladie.
En outre, en Israël, des scientifiques ont mis au point un modèle mathématique qui explique comment les cellules cancéreuses dont la croissance est rapide, présentent un besoin supérieur en calories à celui des cellules saines. Néanmoins, pour l'heure, rien ne prouve que cette méthode peut fonctionner chez l'homme. Mais les études se poursuivent et le Dr David Eichler, de l'Université Ben Gurion a démontré que les cellules cancéreuses ont besoin d'une quantité très élevée d'énergie pour se reproduire rapidement. Or, les cellules qui font l'objet de son étude[Lesquelles ?] sont mortes en raison d'un apport énergétique insuffisant. Le Dr Eichler pense donc qu'un régime hypocalorique pourrait réduire l'apparition de certaines tumeurs. De son côté, à l'Université de l'Ohio, le Dr Steven Clinton affirme qu'il faudrait maintenant tester cette hypothèse de façon clinique. En outre, certaines études épidémiologiques avaient déjà révélé que dans les pays où l'on mange peu, le cancer était moins présent que dans les pays développés. Il faut noter, cependant, que le recul du cancer ne pourrait intervenir que dans le cas de cancers du sein, de l'estomac ou du côlon.
D'autres recherches récentes[Lesquelles ?] ont montré qu'adopter un régime alimentaire qui diminue de 30 % le nombre de calories et qui maintient dans le même temps un apport en vitamines, minéraux et nutriments, permet de toucher des voies moléculaires responsables[Quoi ?] de la progression de la maladie d'Alzheimer ou de Parkinson notamment.

### Troubles digestifs
En 2002, des spécialistes de la chirurgie esthétique et de la nutrition, le Dr Alain Butnaru et le Dr Daniel Sister ont publié un ouvrage intitulé La Médecine anti-aging. Ils y indiquent que tout excès de nourriture se transforme en déchet. Ainsi, tous les déchets accumulés perturbent les organes de la digestion pour finalement bloquer le fonctionnement d'élimination et engendrer des risques d'obésité ou de constipation entre autres. Parallèlement, l'organisme, pour lutter contre cet excès de nourriture, ralentit les processus de digestion et d'assimilation. Dès lors, on observe un dysfonctionnement de l'estomac, de l'intestin, du foie ou encore des reins.

### Cholestérol et pression artérielle
Aux États-Unis, plusieurs milliers d'individus suivent scrupuleusement un régime qui n'excède pas les 2000 calories, alors que la ration journalière chez un homme est généralement de 2500[réf. souhaitée]. Leur cas a été étudié par des scientifiques qui ont noté des niveaux de mauvais cholestérol et de triglycérides inférieurs à ceux des personnes au régime alimentaire classique, ainsi qu'un meilleur taux de cholestérol normal. Par ailleurs, leur cœur ainsi que leur réseau d'artères présentaient un meilleur fonctionnement et une tension artérielle moins élevée.